# Forcipulatacea
Super-ordre
Les Forcipulatacea sont un super-ordre d'étoiles de mer (Asteroidea).

## Caractéristiques
Ce super-ordre a été établi pour regrouper les ordres des Brisingida et des Forcipulatida, sur la base de leurs pédicellaires à structure commune.
Ce groupe contient 365 espèces, réparties en 77 genres contenus dans 8 familles. On en trouve sur tous les continents, principalement dans les eaux froides et tempérées, ainsi que dans les abysses.

## Liste des familles
Selon World Register of Marine Species (22 avril 2015) :
- ordre Brisingida
  - famille Brisingidae G.O. Sars, 1875 -- 10 genres
  - famille Freyellidae Downey, 1986 -- 6 genres
- ordre Forcipulatida
  - famille Asteriidae Gray, 1840 -- 38 genres
  - famille Heliasteridae Viguier, 1878 -- 2 genres
  - famille Pedicellasteridae Perrier, 1884 -- 6 genres
  - famille Pycnopodiidae Fisher, 1928 -- 2 genres
  - famille Stichasteridae Gray, 1840 -- 8 genres
  - famille Zoroasteridae Sladen, 1889 -- 8 genres
- famille Paulasteriidae Mah et al. 2015 -- 1 genre

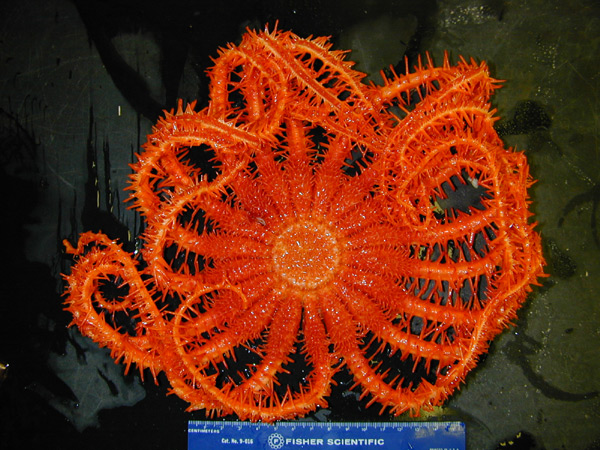
Une Brisingida du genre Novodinia
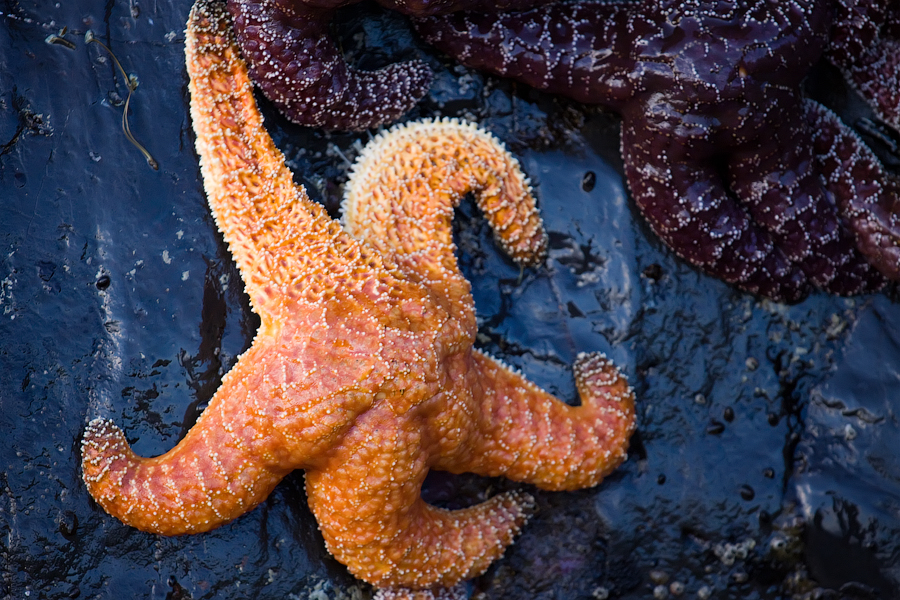
Une Forcipulatida (Pisaster ochraceus)
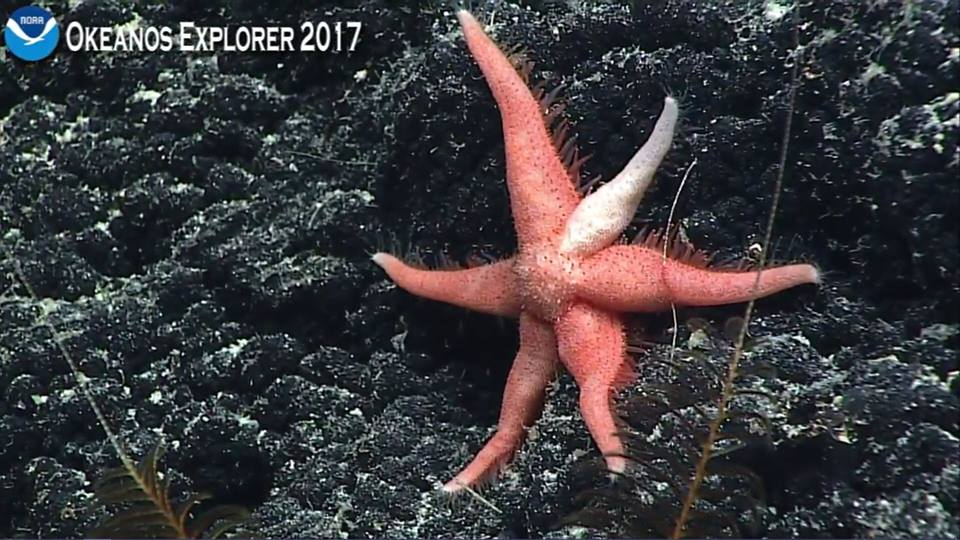
Une Paulasteriidae (famille encore non-assignée)